# Gesetz der Verteilung von Silbenlängen
Die Länge von Silben kann verschieden bestimmt werden nach der Zahl der Buchstaben, Laute oder Phoneme. Speziell für die gesprochene Sprache kann die Silbenlänge auch danach bemessen werden, wie lange eine Person benötigt, um sie auszusprechen, also als Silbendauer. Untersucht man nun für Texte, wie häufig Silben verschiedener Länge in ihnen vorkommen, so kann man feststellen, dass sie von einem Sprachgesetz gesteuert sind. Es handelt sich im Prinzip um das gleiche Sprachgesetz, das auch die Häufigkeitsverteilung der Wortlängen betrifft (Gesetz der Verteilung von Wortlängen; Theorie: Wimmer u. a.) Zur Anwendung der Theorie auf die Silbenlängen s.

## Ein Beispiel
Ein Beispiel für eine Silbenlängenverteilung (gemessen als Zahl der Phoneme pro Silbe) in einem kurzen deutschen Pressetext:
| x | n(x) | NP(x)  |
| - | ---- | ------ |
| 1 | 5    | 5,02   |
| 2 | 82   | 77,88  |
| 3 | 98   | 101,47 |
| 4 | 29   | 31,05  |
| 5 | 4    | 3,39   |
| 6 | 1    | 0,19   |

(Dabei ist x: Zahl der Phoneme pro Silbe, n(x) die in diesem Text beobachtete Zahl der Silben mit x Phonemen; NP(x) die Zahl der Silben mit x Phonemen, die berechnet wird, wenn man die Conway-Maxwell-Poisson-Verteilung an die beobachteten Daten anpasst. Ergebnis: die Conway-Maxwell-Poisson-Verteilung ist für diesen Text ein gutes Modell mit dem Testkriterium P = 0,59, wobei P als gut erachtet wird, wenn es größer/gleich 0,05 ist. Für ausführlichere Erläuterungen sei auf die angegebene Literatur verwiesen.)
Die Silbenlängenverteilung dieses Textes ist für das Deutsche recht typisch: am häufigsten sind die Silben mittlerer Länge. Auffällig ist, dass für Silbenlängen im Deutschen ein anderes Modell gewählt werden muss als für Morph-, Satz- und Wortlängen oder die Längen rhythmischer Einheiten.

## Ausblick
Bei rund 230 deutschen, 30 englischen und 10 russischen Texten bewährt sich fast immer die Conway-Maxwell-Poisson-Verteilung als geeignetes Modell, im Altkirchenslawischen sowie in den modernen Sprachen Bulgarisch und Slowenisch die Hyperpoisson-Verteilung. Untersuchungen zu weiteren Sprachen stehen aus; eine Verallgemeinerung der Ergebnisse ist daher noch nicht sinnvoll.
Die Befunde zu den Silbenlängenverteilungen stützen die allgemeine Hypothese der Quantitativen Linguistik, dass Sprachverwendung ebenso wie Sprachstruktur und -wandel Gesetzen folgen.
Abschließend sei darauf hingewiesen, dass nicht nur die Verteilung von Silben unterschiedlicher Länge in Texten einem Sprachgesetz unterliegt. Die Silbenlänge hängt von der Wortlänge ab: Je mehr Silben ein Wort hat, desto kürzer sind die Silben. Dieser Zusammenhang ist gut gesichert und als ein Spezialfall des Menzerathschen Gesetzes bekannt.